# Тома дель Моттароне
Тома дель Моттароне (итал. Toma del Mottarone), или Нострано Моттароне (итал. Nostrano Mottarone) — итальянский полутвердый сыр из коровьего молока, производимый в регионе Пьемонт в окрестности горы Моттароне. Считается одним из лучших альпийских сыров в Пьемонте.

## История
Тома дель Моттароне имеет давнюю историю. Производство сыра является традиционным и ведется по крайней мере со средних веков.

## Технология производства
Производство тесно связано с альпийским пространством и, в частности, с пастбищами, на которых коровы пасутся летом. Породы коров для производства сыра — Bruna Alpina и Pezzata Rossa. В зависимости от места и техники приготовления, сыр имеет более или менее интенсивный вкус. Молоко с пастбищ Моттарону (особенно богато витамином А и не терпит пастеризации) сворачивается при температуре 36 °C. Затем сырную массу на некоторое время оставляют. После этого сыр доводят до температуры 42 °C, помещают в специальные формы и погружают в рассол на 24 часа. Тома дель Моттароне выдерживается на горных пастбищах, расположенных под вершиной Моттароне, минимум 2 — 3 месяца.

## Характеристика
Головы сыра весом 4 — 5 кг и диаметром 30 см. Цвет готового сыра — соломенно-желтый или желтовато-беловатый. Корка несъедобна. Сыр с мелкими и рассеянными отверстиями, мягкой консистенции. Аромат свежего молока. Вкус нежный и сладкий, который, как правило, становится более структурированным по мере старения.

## Употребление
Как самостоятельное блюдо.